# Namíbia a 2000. évi nyári olimpiai játékokon
Namíbia az ausztráliai Sydneyben megrendezett 2000. évi nyári olimpiai játékok egyik részt vevő nemzete volt. Az országot az olimpián 6 sportágban 11 sportoló képviselte, akik érmet nem szereztek.

## Atlétika
Férfi
| Versenyző         | Versenyszám | Előfutam | Előfutam | Előfutam | Negyeddöntő | Negyeddöntő | Negyeddöntő | Elődöntő | Elődöntő | Elődöntő | Döntő   | Döntő    |
| Versenyző         | Versenyszám | Idő      | Hely.    | Össz.    | Idő         | Hely.       | Össz.       | Idő      | Hely.    | Össz.    | Idő     | Helyezés |
| ----------------- | ----------- | -------- | -------- | -------- | ----------- | ----------- | ----------- | -------- | -------- | -------- | ------- | -------- |
| Sherwin Vries     | 100 m       | 10,53    | 4.       | 53.*     | kiesett     | kiesett     | kiesett     | kiesett  | kiesett  | kiesett  | kiesett | kiesett  |
| Christie van Wyk  | 200 m       | 46,57    | 8.       | 65.      | kiesett     | kiesett     | kiesett     | kiesett  | kiesett  | kiesett  | kiesett | kiesett  |
| Lucketz Swartbooi | Maraton     |          |          |          |             |             |             |          |          |          | 2:22:55 | 48.      |
| Willie Smith      | 400 m gát   | 50,89    | 5.       | 35.      |             |             |             | kiesett  | kiesett  | kiesett  | kiesett | kiesett  |

| Versenyző    | Versenyszám | Selejtező                | Selejtező                | Döntő    | Döntő    |
| Versenyző    | Versenyszám | Eredmény                 | Helyezés                 | Eredmény | Helyezés |
| ------------ | ----------- | ------------------------ | ------------------------ | -------- | -------- |
| Stephan Louw | Távolugrás  | érvényes kísérlet nélkül | érvényes kísérlet nélkül | kiesett  | kiesett  |

Női
| Versenyző          | Versenyszám | Eredmény      | Helyezés      |
| ------------------ | ----------- | ------------- | ------------- |
| Elizabeth Mongudhi | Maraton     | nem ért célba | nem ért célba |

## Kerékpározás

### Hegyi-kerékpározás
| Versenyző      | Versenyszám        | Idő                    | Helyezés |
| -------------- | ------------------ | ---------------------- | -------- |
| Mannie Heymans | Férfi terepverseny | 2:20:31,94 (+11:29,44) | 26.      |

## Ökölvívás
| Versenyző     | Versenyszám | Selejtező                          | Nyolcaddöntő      | Negyeddöntő       | Elődöntő          | Döntő             | Helyezés |
| Versenyző     | Versenyszám | Ellenfél Eredmény                  | Ellenfél Eredmény | Ellenfél Eredmény | Ellenfél Eredmény | Ellenfél Eredmény | Helyezés |
| ------------- | ----------- | ---------------------------------- | ----------------- | ----------------- | ----------------- | ----------------- | -------- |
| Ali Nuumbembe | Váltósúly   | Danyijar Munajtbaszov (KAZ) · 2-14 | kiesett           | kiesett           | kiesett           | kiesett           | 17.      |

## Sportlövészet
Férfi
| Versenyző      | Versenyszám    | Selejtező | Selejtező | Döntő   | Döntő    |
| Versenyző      | Versenyszám    | Pont      | Helyezés  | Pont    | Helyezés |
| -------------- | -------------- | --------- | --------- | ------- | -------- |
| Friedhelm Sack | Légpisztoly    | 565       | 34.*      | kiesett | kiesett  |
| Friedhelm Sack | Szabadpisztoly | 543       | 32.*      | kiesett | kiesett  |

* - egy másik versenyzővel azonos eredményt ért el

## Torna
Női
| Versenyző         | Versenyszám      | Selejtező | Selejtező | Döntő    | Döntő    |
| Versenyző         | Versenyszám      | Pontszám  | Helyezés  | Pontszám | Helyezés |
| ----------------- | ---------------- | --------- | --------- | -------- | -------- |
| Gharde Geldenhuys | Talaj            | 8,575     | 71.*      | kiesett  | kiesett  |
| Gharde Geldenhuys | Ugrás            | 8,537     | 78.       | kiesett  | kiesett  |
| Gharde Geldenhuys | Felemás korlát   | 7,662     | 82.       | kiesett  | kiesett  |
| Gharde Geldenhuys | Gerenda          | 7,762     | 80.       | kiesett  | kiesett  |
| Gharde Geldenhuys | Egyéni összetett | 32,536    | 63.       | kiesett  | kiesett  |

* - egy másik versenyzővel azonos eredményt ért el

## Úszás
Férfi
| Versenyző       | Versenyszám | Előfutam | Előfutam | Előfutam | Elődöntő | Elődöntő | Elődöntő | Döntő   | Döntő    |
| Versenyző       | Versenyszám | Idő      | Hely.    | Össz.    | Idő      | Hely.    | Össz.    | Idő     | Helyezés |
| --------------- | ----------- | -------- | -------- | -------- | -------- | -------- | -------- | ------- | -------- |
| Jörg Lindemeier | 100 m mell  | 1:05,25  | 4.       | 49.      | kiesett  | kiesett  | kiesett  | kiesett | kiesett  |